# شکری سراج‌اوغلو
شوکرو سراج‌اوغلو (انگلیسی: Şükrü Saracoğlu؛ ۱۸۸۷ – ۲۷ دسامبر ۱۹۵۳) یک دیپلمات، و سیاست‌مدار اهل ترکیه بود.